# Zlatna serija (obnovljena edicija)
Obnovljena edicija Zlatne serije počela je da izlazi u februaru 2018. godine, posle 26 godina pauze. Originalna edicija Zlatne serije prestala je da izlazi 1992. godine. Novi serijal je započela izdavačka kuća Veseli četvrtak. Svaka epizoda je imala dve različite naslovne strane. Jedna je bila originalna (u većem tiražu) i druga alterantivna, koju je uradio neki domaći crtač (manji tiraž). Alternativna naslovnica izgleda kao originalna iz perioda 1968-1992. sa žutom trakom na levoj strani i dominantnim naslovom epizode. Za razliku od nje, nova naslovnica kao dominantan natpis ističe ime junaka, dok je naslov epizode manje primetan.
Obnovljena edicija je, pored starih Bonelijevih junaka (Teks, Zagor) počela po prvi puta da objavljuje i neke nove, kao što su Priče iz baze "Drugde" (počeo da izlazi u Italiji 1998) i Dedvud Dik (2018).

## Spisak epizoda

### 2018
1. Teks Viler: Ranč slobode (08.02.2018)
2. Dilan Dog: Ponovo radi bioskop (29.03.2018)
3. Zagor: Beli vrač (10.05.2018)
4. Mister No: Kapetan Osveta (21.06.2018)
5. Priče iz baze "Drugde": Onaj koji obitava u tami (02.08.2018)
6. Zagor: Stazama severa (13.09.2018)
7. Mister No: Papuanski kralj (25.10.2018)
8. Marti Misterija: Kako je Donald Tramp spasao svet (6.12.2018)

### 2019
9. Dilan Dog: Čudovišna gozba (17.01.2019)
10.Teks Viler: Masakr! (28.02.2019)
11. Zagor: Vuk Samotnjak (11.04.2019)
12. Dilan Dog i Marti Misterija: Ambis zla (23.05.2019)
13. Zagor: Nasilje u Darkvudu (4.07.2019)
14. Teks Viler: Lilitina tajna (15.08.2019)
15. Priče iz baze "Drugde": Stvor koji vreba u magli (26.09.2019)
16. Zagor: Čovek-munja! (07.11.2019)
17. Mister No: Priča o junaku (19.12.2019)

### 2020
18. Teks Viler: Kazna za oholog pukovnika (30.1.2020)
19. Dilan Dog: Vila "Serena" (12.3.2020)
20. Zagor: Povratak Zimske Zmije (23.4.2020)
21. Dedvud Dik: Crno kao noć, crveno kao krv  (4.6.2020)
22. Dilan Dog i Dampir: Istraživač noćnih mora (16.7.2020)
23. Zagor: Ostrvo demona (27.8.2020)
24. Marti Misterija: Tajna nemoguće sekire (8.10.2020)
25. Priče iz baze "Drugde": Senka koja je izazvala Šerloka Holmsa (19.11.2020)
26. Zagor: Kandraks! (31.12.2020)

### 2021
27. Dedvud Dik: Između Teksasa i pakla (11.2.2021)
28. Zagor: Sindrom Belzebul (25.3.2021)
29. Teks Viler: Miran čovek (13.5.2021)
30. Dedvud Dik: Vetar smrti (17.6.2021)
31. Zagor: Kuća užasa (29.7.2021)
32. Marti Misterija: Panova frula (9.9.2021)
33. Dilan Dog: Mračno mesto (21.10.2021)
34. Mister No: Ardeni 1945 (2.12.2021)

### 2022
35. Priče iz baze "Drugde": Čovek koji je pripovedao priče (13.1.2022)
36. Zagor i Teks Viler: Bandera! (24.2.2022)
37. Marti Misterija: Povratak u tridesete (7.4.2022)
38. Zagor: Zagor protiv Zagora (19.5.2022)
39. Dilan Dog: Iz moje krvi (30.6.2022)
40. Nejtan Never i Marti Misterija: Zatočenik budućnosti (11.8.2022)
41. Zagor: Neravna borba (22.9.2022)
42. Dampir: Kralj planine (3.11.2022)
43. Mister No: Drimlend (15.12.2022)

### 2023
44. Teks Viler: Gospodarica vampira (26.1.2023)
45. Priče iz baze "Drugde": Žena koja je živela u dva sveta (9.3.2023)
46. Natan Never i Marti Misterija: Večiti rat (20.4.2023)
47. Dilan Dog: Moja slatka devojčica (1.6.2023)
48. Zagor: Čovek koji je došao s kišom (13.7.2023)
49. Napoleon i Dilan Dog: Ostavština ratnika (24.8.2023)
50. Zagor: Zagor priča (5.10.2023)
51. Teks Viler: Karsonova prošlost (16.11.2023)
52. Marti Misterija: Javina prošlost (28.12.2023)

### 2024
53. Mister No: Bilo jednom u Njujorku (8.2.2024)
54. Teks Viler: Crni Tigar (21.3.2024)
55. Priče iz baze "Drugde": Kandža koja se nadvila nad Amerikom (13.6.2024)
56. Teks Viler: Povratak Crnog Tigra (5.9.2024)
57. Nejtan Never i Marti Misterija: Tajna baze "Drugde" (28.11.2024)

### 2025
58. Mister No: Mladi Amerikanac (18.2.2025)
59. Marti Misterija: Generacije
60. Teks: Pod nadzorom (14.8.2025)
61. Mister No i Marti Misterija: Berkstvo iz "Skajneta" (6.11.2025)